# Cornwall Aces
I Cornwall Aces sono stati una squadra di hockey su ghiaccio dell'American Hockey League con sede nella città di Cornwall, nella provincia dell'Ontario. Nati nel 1993 e sciolti nel 1996, nel corso degli anni sono stati affiliati alle franchigie dei Nordiques de Québec e dei Colorado Avalanche.

## Storia
Dopo le esperienze di Fredericton e Halifax la formazione AHL affiliata ai Nordiques si trasferì a Cornwall, nella provincia dell'Ontario, disputando i propri incontri casalinghi presso la Ed Lumley Arena, parte del Cornwall Civic Complex. Nelle prime due stagioni gli Aces vinsero il Robert W. Clarke Trophy in quanto campioni dei playoff della South Division, fermandosi però alle semifinali della Calder Cup.
La stagione 1995-96 fu segnato dal trasferimento dei Nordiques e dalla nascita dei Colorado Avalanche, i quali diventarono il team di riferimento degli Aces. Dopo un solo anno la franchigia fu chiusa e resa inattiva per tre anni, mentre Colorado inviò i propri giocatori all'altra squadra affiliata in AHL degli Hershey Bears. La formazione rinacque nel 1999 con il nome di Wilkes-Barre/Scranton Penguins.

### Affiliazioni
Nel corso della loro storia i Cornwall Aces sono stati affiliati alle seguenti franchigie della National Hockey League:
- Quebec Nordiques: (1993-1995)
- Colorado Avalanche: (1995-1996)

## Record stagione per stagione
| Stagione      | Division | Gare | V  | S  | P  | OTL | Punti | GF  | GS  | Piazzamento | Play-off                                                                                        |
| ------------- | -------- | ---- | -- | -- | -- | --- | ----- | --- | --- | ----------- | ----------------------------------------------------------------------------------------------- |
| Cornwall Aces |          |      |    |    |    |     |       |     |     |             |                                                                                                 |
| 1993-94       | South    | 80   | 33 | 36 | 11 | -   | 77    | 294 | 295 | 3°          | vince 1º turno (Hamilton) 4-0 vince 2º turno (Hershey) 4-3 perde semifinali (Moncton) 0-2       |
| 1994-95       | South    | 80   | 38 | 33 | 9  | -   | 85    | 236 | 248 | 2°          | vince 1º turno (Hershey) 4-2 vince 2º turno (Binghamton) 4-2 perde semifinali (Fredericton) 0-2 |
| 1995-96       | Central  | 80   | 34 | 34 | 7  | 5   | 80    | 249 | 251 | 4°          | vince 1º turno (Albany) 3-1 perde 2º turno (Rochester) 0-4                                      |

## Record della franchigia

### Carriera
Gol: 75  René Corbet
Assist: 82  Mike Hurlbut
Punti: 145  René Corbet
Minuti di penalità: 490  Paxton Schulte
Vittorie: 32  Garth Snow
Shutout: 3  Garth Snow e  Jean-François Labbé
Partite giocate: 218  Éric Veilleux

## Palmarès

### Premi di squadra
- Robert W. Clarke Trophy: 2

1993-1994, 1994-1995

### Premi individuali
- Dudley "Red" Garrett Memorial Award: 1

René Corbet: 1993-1994